# Флетчер, Тэйлор
Тэйлор Флетчер (англ. Taylor Fletcher, род. 11 мая 1990 года, Стимбот-Спрингс, Колорадо) — американский двоеборец и прыгун с трамплина, участник Олимпийских игр в Ванкувере.
В Кубке мира по лыжному двоеборью Флетчер дебютировал в 2009 году, в январе 2010 года первый раз попал в тридцатку лучших на этапе Кубка мира. Всего имеет 2 попадания в тридцатку лучших на этапах Кубка мира, оба в личных соревнованиях. Лучшим достижением в итоговом зачёте Кубка мира для Флетчера является 66-е место в сезоне 2009-10.
На Олимпиаде-2010 в Ванкувере принял участие в соревнованиях в двух видах спорта: в лыжном двоеборье стал 45-м в соревнованиях на большом трамплине + 10 км, а в прыжках с трамплина стал 11-м в командном турнире.
За свою карьеру в чемпионатах мира пока не участвовал.
Использует лыжи производства фирм Fischer и Atomic.